# Ігнатій Малоян
Блаженний Ігнатій Малоян (при народженні Шукраллах; лат. Ignatius Maloyan, вірм. Իգնատիոս Մալոյան, 19 квітня 1869, Мардін, Османська імперія — 11 червня 1915, Діярбекір) — вірменський католицький прелат, архієпископ Мардіна у 1911—1915 роках. Після неодноразової відмови прийняти іслам підданий тортурам і вбитий османською жандармерією під час геноциду вірмен, зокрема у вілайєті Діярбекір за Мехмета Решида.
2001 року беатифікований папою Іоанном Павлом II як мученик. 2025 року папа Франциск схвалив його канонізацію.

## Біографія

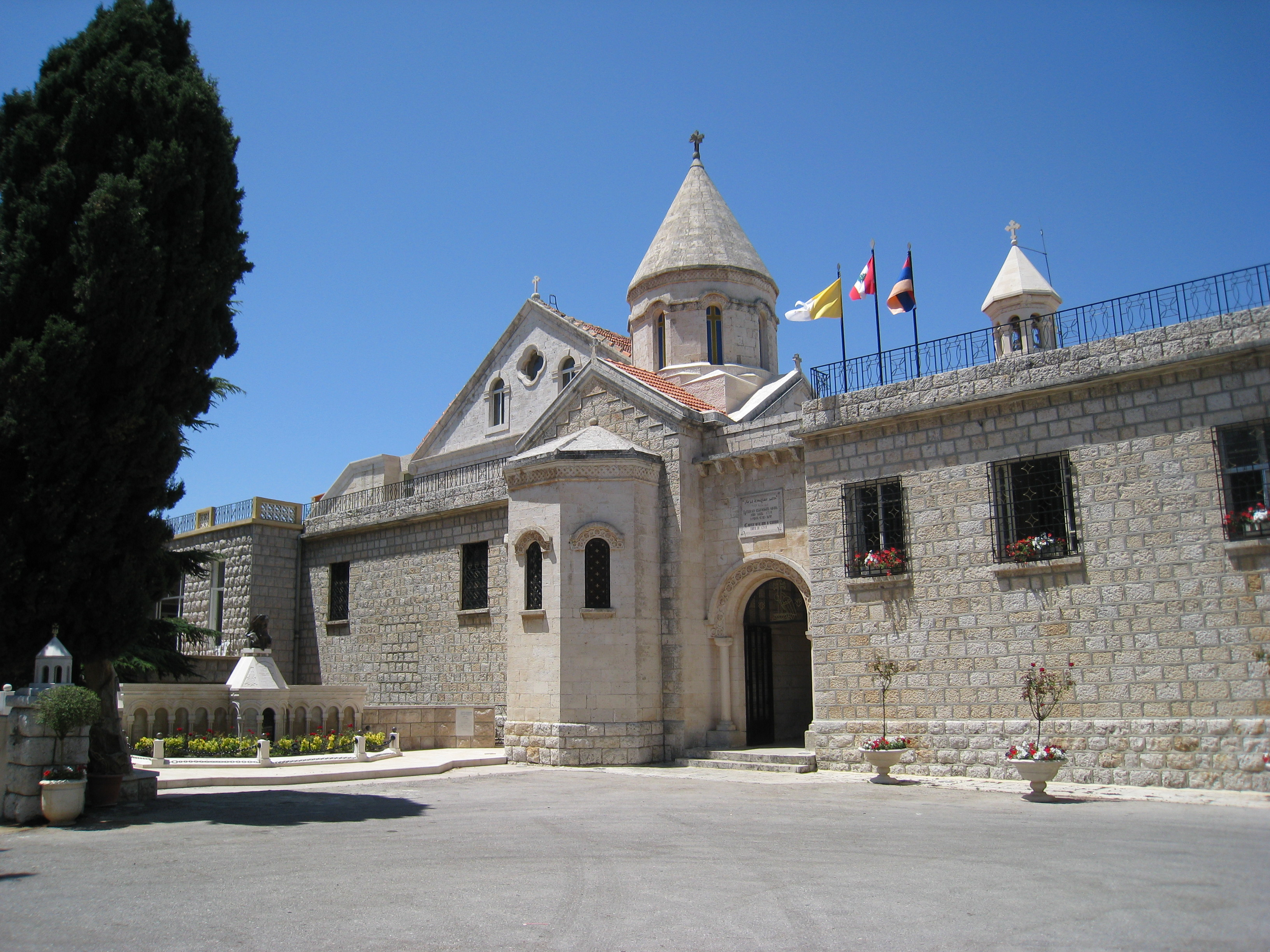
Монастир Бзоммар, Ліван.

### Ранні роки та кар'єра
Народився 1869 року у вірменській родині. У 14 років вирушив навчатися до Вірменського католицького монастиря в ліванському селі Бзоммар. Завершив богословську освіту 6 серпня 1896 року і прийняв чернече ім'я Ігнатій на честь святого Ігнатія Антіохійського. У 1897—1910 роках служив парафіяльним священником в Александрії та Каїрі (єпархія Александрії). 1904 року призначений помічником вірмено-католицького патріарха Погоса Бедроса XII. Патріарх подав у відставку у серпні 1910 року через невдоволення вірменських католиків його діяльністю.
23 квітня 1911 року новим патріархом обраний Погос Бедрос XIII, єпископ Адани. Отець Малоян висвячений на сан архієпископа Мардіна 22 жовтня 1911 року під час синоду, скликаного в Римі з ініціативи патріарха. За скликання синоду поза Османської імперії та висвячення єпископів без попереднього схвалення Державної ради, султан Мехмед V скинув Погоса Бедроса XIII, призначивши на його місце єпископа Малатьї. Хоча папа Пій X негайно усунув нового «патріарха» з посади, Святий Престол не зміг відновити Погоса Бедроса XIII.
З цієї причини архієпископ Малоян прибув у свою архієпархію відразу після того, як переворот 1913 року перетворив імперію на фактичну однопартійну державу, керовану Младотурецьким тріумвіратом. Виявивши вірменських католиків Мардіна в сум'ятті, він спробував відновити порядок, прославляючи Найсвятіше Серце Ісуса.

### Переслідування християн у Мардіні
У серпні 1914 року у Мардіні оголосили мобілізацію, зокрема серед християн. Поводилися обшуки та громадські страти як реальних, так й уявних дезертирів. Коли поширилися чутки про групу християнських дезертирів, що ховаються в цьому районі, архієпископи Малоян і Таппоуні зустрілися з мутассарифом (губернатором) Хільмі-беєм і виявили бажання допомогти у пошуках. 11 лютого 1915 року Малоян пообідав у резиденції архієпископа Таппоуні, де також був присутній мутассариф.

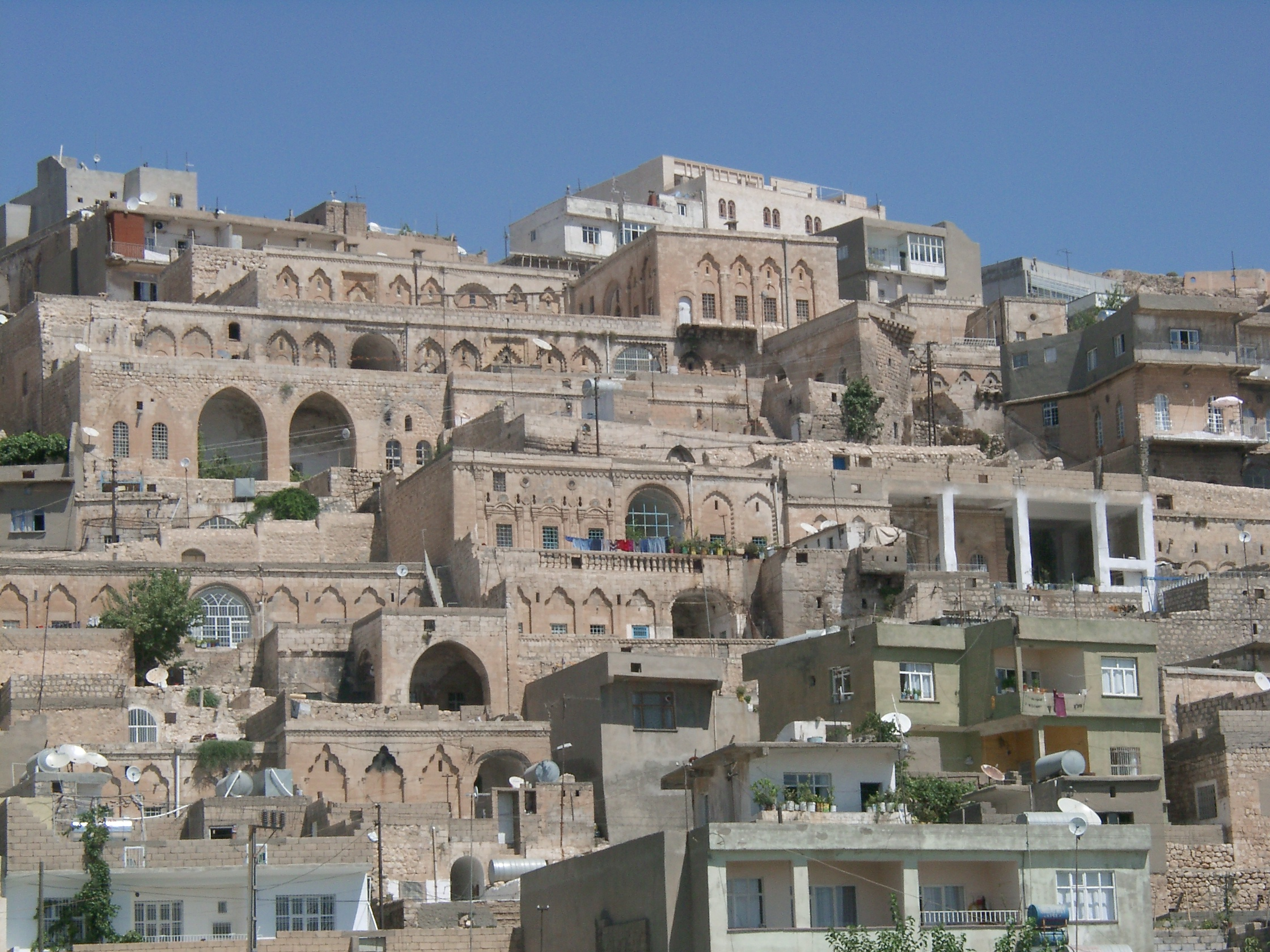
Старе місто Мардіна.

Проте вже після початку Дарданелльської операції у березні 1915 року до Мардіна дійшли чутки про наказ тріумвірату почали знищення всього християнського населення імперії. Того ж місяця лікар Мехмет Решид, новий валі Діярбекира, прибув до міста з невеликим приватним ескадроном смерті, що складався з черкеських добровольців.
28 березня, у Вербну неділю османські солдати провели масові арешти передбачуваних дезертирів у церквах, включно з дияконами, яких раніше звільнили від призову. Військові переслідували як вірменських, так й ассирійських парафіян протягом усього Страсного тижня та Великодня. У спробі врятувати християн Малоян демонстрував лояльність своєї архієпархії Османської імперії при кожній нагоді. За це султан нагородив його медаллю, про що архієпископу повідомили 6 квітня. 13 квітня 1915 року з місцевих мусульман був сформований загін ополчення, що ще більше стривожило християн. 20 квітня 1915 року Малояну публічно вручили медаль разом із прокламацією від султана. У своїй подячній промові архієпископ побажав здоров'я Мехмеду V й успіху його міністрам і генералам у перемозі над Союзниками.
Незабаром після масового арешту вірменської інтелігенції в Стамбулі 24 квітня валі Діярбекіра Решид-бей відправив свого близького соратника Азіза Фейзі Піринччізаде переконати турецьких і курдських лідерів Мардіна, які відмовилися приєднатися до Гамідійської різанини, взяти участь у тому, що згодом назвуть геноцидом вірмен і ассирійців. Всі присутні на зустрічі були зобов'язані підписати петицію про те, що християни Мардіна є зрадниками і їх потрібно усунути.

### Арешт і суд

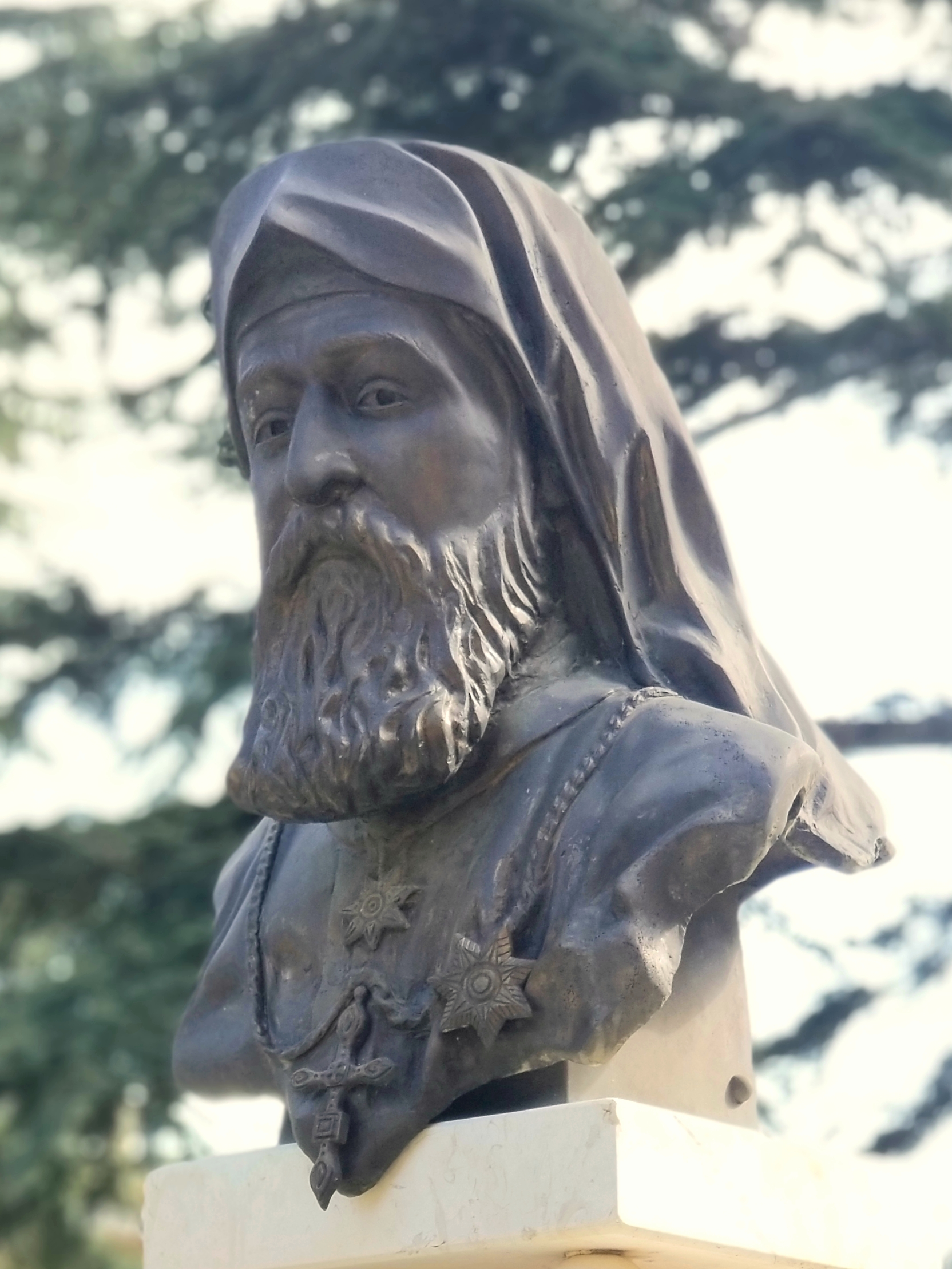
Бронзове погруддя блаженного Ігнатія Малояна в монастирі Бзоммар, Ліван.

25 травня 1915 року Решид-бей прибув до Мардіна і наказав мутассарифу Хільмі-бею заарештувати християнських лідерів Мардіна, той відповів відмовою, додавши, не може «брати участь у різанини османських підданих, які невинні і лояльні уряду». Решид-бей прийняв рішення змістити Хільмі-бея.
1 червня 1915 Малоян зустрівся з Таппоуні, сирійським католицьким архієпископом Мардіна, повідомивши, що передбачає швидкий арешт і страту його і його пастви. Він залишив Таппоуні листа як свій заповіт і попросив молитися за нього. 3 червня Хільмі-бея відіслали з Мардіна, а з Діярбекіра прибула делегація чиновників з довгими списками християнських лідерів, яких слід було заарештувати за розпорядженням валі.
Між 3 і 4 червня 1915 року архієпископа Малояна і 420 впливових християн Мардіна заарештували і помістили в замок Мардіна. На суді Малояна звинуватили у створенні та керівництві терористичною організацією вірменських націоналістів, а також у прихованні двох ящиків зі зброєю та боєприпасами у своєму соборі. Хоча архієпископ легко спростував усі звинувачення, каді поставив його перед вибором: прийняти іслам чи прийняти смерть. Малоян оголосив, що «ні за що не відмовиться від своєї релігії та свого Спасителя», що викликало обурення та агресію присутніх мусульман. Порахувавши його слова зневагою до мусульманської релігії, начальник османської жандармерії Мардіна Махмдух-бей наказав побити Малояна, а потім покарав його фалакою і виривання нігтів на ногах.
7 червня 1915 Хільмі-бей повернувся до Мардіни і спробував звільнити християн, однак його швидко відсторонили і замінили одним зі змовників, суддею кримінального суду і головою місцевого відділення партії «Єднання і прогрес». 9 червня 1915 року архієпископу Малояну й іншим ув'язненим повідомили, що валі Решид-бей наказав наступного дня переправити їх до Діярбекіра.

### Страта
Начальник османської жандармерії вивів караван з Малояном і приблизно 400 іншими християнами в пустелю в ніч проти 10 червня 1915 року. Як і в архієпископа, у багатьох ув'язнених були видимі сліди тортур; деяким через травми було важко йти. Колону депортованих супроводили в курдське село Адерчек, де сто з них були доставлені османським ескадроном до найближчих печер Шейхан, «релігійне культове місце приблизно за шість годин їзди від Мардіна».
У печерах Махмдух-бей зачитав фірман, у якому християни звинувачувалися у зраді і засуджувалися до смерті. Їм надали можливість перейти в іслам й уникнути страти. Малоян відповів, що «воліє померти як християнин, ніж жити як мусульманин». Переважна більшість засуджених підтримали архієпископа.
Архієпископ Малоян наказав своїм священникам пройтися серед полонених, щоб дати їм можливість сповідатися і причаститися востаннє. Потім усіх їх вбили в нього на очах. Махмдух-бей ще раз запропонував Малояну прийняти іслам і врятувати своє життя, а коли той знову відмовив, особисто застрелив його з револьвера.

## Вшанування

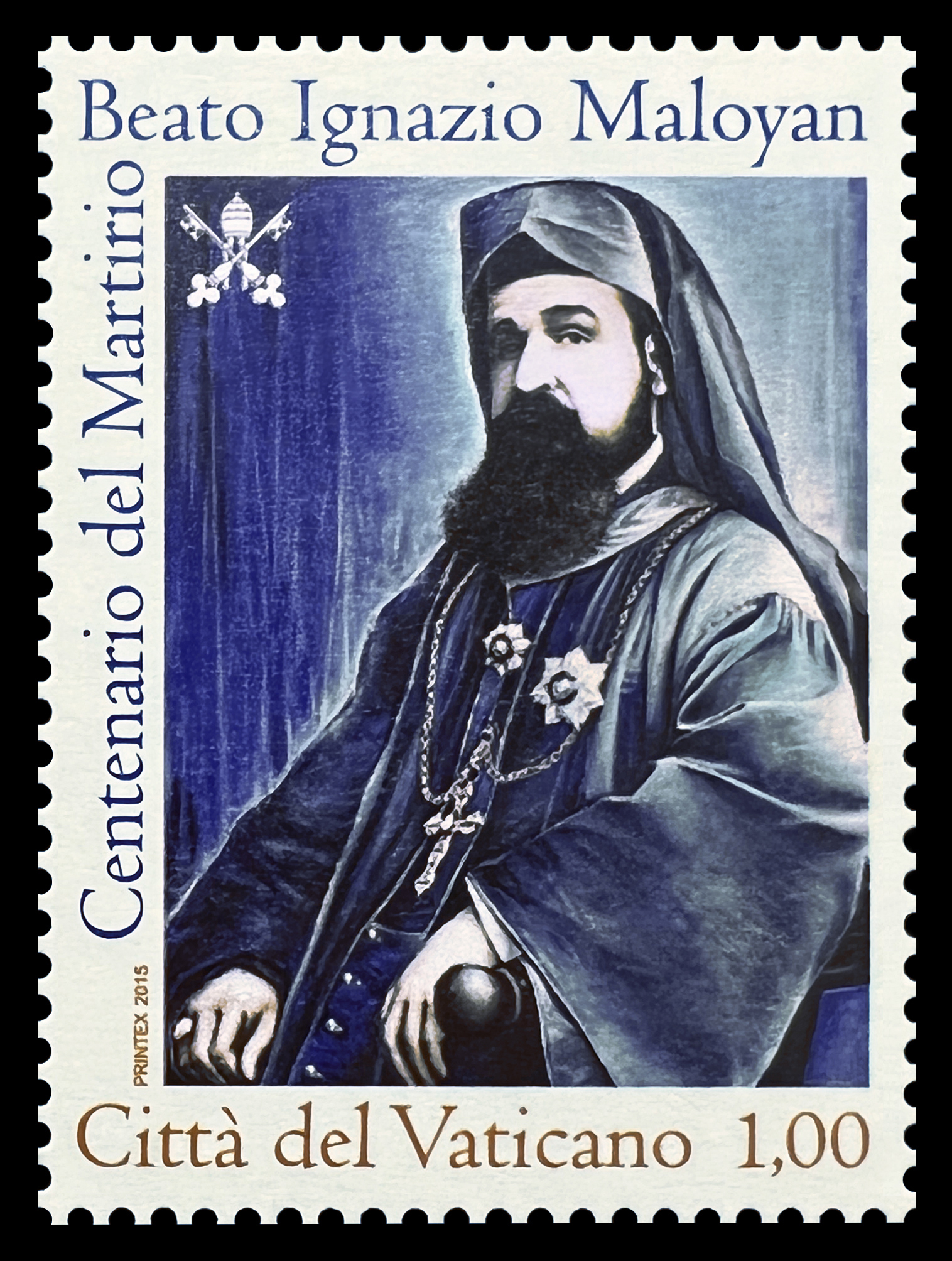
Марка з зображенням блаженного Ігнатія Малояна, випущена Ватиканом 2015 року.

Архієпископ Ігнатій Малоян зарахований до лику блаженних у соборі Святого Петра папою Іоанном Павлом II 7 жовтня 2001 року.
2 вересня 2015 року Ватикан випустив поштову марку до сторіччя з дня мученицької смерті блаженного Ігнатія Малояна.
Слуга Божий отець Леонард Мелькі, ліванський священник-капуцин, який був у тому ж конвої і прийняв мученицьку смерть у печерах Шейхан разом з архієпископом Малояном, зарахований до блаженних папою Франциском у Бейруті 4 червня 2022 року.
31 березня 2025 року папа Франциск оприлюднив указ Конгрегації у справах святих про канонізацію блаженного Малояна.